# Tsuda Sen
Tsuda Sen est un nom japonais traditionnel ; le nom de famille (ou le nom d'école), Tsuda, précède donc le prénom (ou le nom d'artiste).
Tsuda Sen (津田 仙, 6 août 1837 – 24 avril 1908) est un agronome et enseignant japonais de l'ère Meiji, un des fondateurs de l'Université d'Aoyama, et père de l'écrivaine Tsuda Umeko.

## Biographie
Tsuda est le quatrième fils d'un samouraï de bas rang du domaine de Sakura dans la province de Shimōsa (actuelle ville de Sakura, préfecture de Chiba). À l'âge de 15 ans, il a été envoyé à l'école du domaine, où il a appris l'anglais et le néerlandais, et après il a été envoyé à Edo où il a étudié le rangaku. Il a été engagé par le bakufu des Tokugawa en tant qu'interprète, et a accompagné Yukichi Fukuzawa sur le Kanrin Maru aux États-Unis en 1860.
Après la restauration de Meiji, Tsuda rejoint le nouveau gouvernement de Meiji, et a accueilli avec enthousiasme le processus rapide d'occidentalisation. Il a ouvert le premier hôtel de style occidental à Tsukiji en 1867, près d'un établissement étranger. Il a également passé du temps au bureau de colonisation de Hokkaidō, où il a établi des contacts étroits avec le futur premier ministre Kiyotaka Kuroda. Pendant ce temps, il a développé un grand intérêt pour l'éducation des femmes, et quand il apprit qu'on envoyait des femmes à l'étranger lors d'échange d'étudiants avec la mission Iwakura, il a rapidement offert sa fille Tsuda Umeko. Tsuda a également influencé la création de la Friends School, un lycée pour femmes fondé en 1887 à Tokyo.
En 1873, Tsuda a été à Exposition universelle de 1873 à Vienne, où il a rencontré Tsunetami Sano (fondateur de la Croix-Rouge japonaise), où il a reçu une leçon sur les techniques agricoles occidentales, en particulier sur la pollinisation artificielle des récoltes. Après son retour au Japon en mai 1874, il a ouvert le Gakunosha Nogakko (école d'agriculture) à Azabu, Tokyo et a travaillé pour présenter et favoriser les fruits et les légumes occidentaux (en particulier le maïs). Au début, il vendait le maïs par la poste, et est ainsi devenu le premier entrepreneur de ce produit au Japon. Il a également ouvert un magasin, Nogyo Zasshi, destiné au marché agricole. Pendant ce temps, on pense qu'il a été converti au christianisme, et il est plus tard devenu un militant de la Ligue de tempérance.
Défenseur des droits agraires, il a été impliqué dans le scandale de la mine de cuivre d'Ashio, l'un des premiers conflits environnementaux du Japon.
Tsuda a également fondé des écoles chrétiennes, telles que l'université d'Aoyama, l'université Doshisha, la Friend's Girl's School, et l'école de Tokyo pour les aveugles et les sourds (actuelle Tsukuba Daigaku Fuzoku Mougakko). Il a activement participé à la création de l'université d'Aoyama.
Il est mort dans un train sur la ligne principale Tōkaidō d'une hémorragie cérébrale, et son enterrement s'est déroulé dans l'auditorium de l'université d'Aoyama. Sa tombe est au cimetière d'Aoyama.